# Liste over æresdoktorer ved Norges teknisk-naturvitenskapelige universitet
Liste over æresdoktorer ved Norges teknisk-naturvitenskapelige universitet omfatter personer udnævnt til æresdoktor ved Norges teknisk-naturvitenskapelige universitet og ved forløberne Norges tekniske høgskole (udnævnelser 1935–67) og Universitetet i Trondheim (udnævnelser 1968–95). Norges tekniske høgskole, som blev etableret i 1910, blev givet anledning til at udnævne æresdoktorer ved kongelig resolution den 31. maj 1935. Æresdoktorene vil normalt være akademikere, forskere og andre som har gjort en betydelig indsats for vitenskaben, har gjort en fremragende indsats indenfor kunst og kultur eller på andet vis fremstår som forbilleder for NTNUs ansatte og forskere.
Fra 2018 uddeler universitetet også NTNUs ærespris, for at hædre andre end dem som er aktuelle for æresdoktorat. Æresprisen tildeles personer som gennem sit liv og arbejde har bidraget til NTNUs udvikling eller gjort en særlig samfundsindsats nationalt og internationalt.

## Modtagere
Disse er udnævnt til æresdoktorer:

2021
- Toru H. Okabe, Japan
- Paul D.N. Hebert, Canada
- Gilbert Laporte, Canada

2020 Æresdoktorudnævnelsen blev udsat på grund af Coronaviruspandemien
2019
- Vishanthie Sewpaul, Sydafrika

2018
- Jean-Marc Triscone, Schweiz
- James E. Young, USA

2017
- Charis Thompson, USA
- Kristina Edström, Sverige
- Robert Jackson, Storbritannien og Sverige (gæsteprofessor)

2016
- Artemis Alexiadou, Hellas
- Ottoline Leyser, Storbritannien
- Michael Marmot, Storbritannien
- Miguel Rubi, Spanien

2015
- Elmgreen & Dragset
- Susan L. Cutter, USA
- Bruce Beutler, USA

2014
- Suresh Raj Sharma, Nepal
- Donald R. Sadoway, USA

2013
- Sergio Paoletti, Italien

2012
- Donald Glenn Byrne, Australien
- Jens K. Nørskov, Danmark

2011
- Eric Kandel, USA
- Kjetil Trædal Thorsen, Norge

2010
- Chick Corea, USA[4]

- Ingrid Daubechies, USA
- Ilkka Hanski, Finland
- Anne-Sophie Mutter, Tyskland
- Preben Terndrup Pedersen, Danmark

2009
- Piers Blaikie, USA
- Thomas J.R. Hughes, USA

2008
- Fred Kavli, USA
- Elinor Ostrom, USA

2007
- David Embury, Canada

2006
- Liv Ullmann, Norge
- Hans Mooij, Holland

2005
- Chris Jenks, Storbritannien

2004
- Elizabeth Barrett-Connor, USA
- Claus Michael Ringel, Tyskland

2003
- Carmen Andrade, Spanien
- Jon Elster, Norge

2002
- Suzanne Lacasse, USA
- Toril Moi, Norge
- Yuki Ueda, Japan

2001
- Joseph V. Bonventre, USA
- David Hendry, Storbritannien
- Hiroyuki Yoshikawa, Japan

2000
- David Mumford, USA

1998
- Thomas Luckmann, USA

1997
- Liv Hatle, Norge
- Frederick William Gehring, USA
- Torsten Hägerstrand, Sverige
- Karl Stenstadvold, Norge
- Jürgen Warnatz, Tyskland

1996
- Raymond Ian Page, Storbritannien
- Arve Tellefsen, Norge

1995
- Helmer Dahl, Norge

1994
- Robert Glaser, USA
- Mats Hillert, Sverige

1993
- Vigdís Finnbogadóttir, Island
- Knut Schmidt-Nielsen, USA
- Marshall B. Stranding, USA
- Ernst H. Beutner, USA

1992
- Walter Eversheim, Tyskland
- K. Alex Müller
- John Nicolas Newman, USA
- Kenneth W. Hedberg
- Robert Ader

1985
- Ivar Giæver, Norge
- Edwin N. Lightfoot jr., USA
- Olgierd C. Zienkiewicz, Spanien

1982
- James William Fulbright, USA
- James Hamilton, Danmark
- Lars von Haartman, Finland
- John W. Kanwisher, USA
- Lars Y. Terenius, Sverige
- Gunnar Kullerud, USA
- Olof E. H. Rydbeck, Sverige
- Ray William Clough, USA

1976
- Theodore Theodorsen, USA

1972
- John H. Argyris, Tyskland
- Aage Bohr, Danmark
- Matts Bäckstrøm, Sverige
- Cornelis Jacobus Gorter, Holland
- Knud Grue-Sørensen, Danmark
- Einar Ingvald Haugen, USA
- Lipke Bijdeley Holthuis, Holland
- Knud Winstrup Johansen, Danmark
- Ralph Kronig, Holland
- Atle Selberg, USA

1960
- Alvar Aalto, Finland
- Anker D. Engelund, Danmark
- Ragnar Lundholm, Sverige
- Lars Onsager, USA
- Paul Hermann Scherrer, Schweiz
- Frank Whittle, Storbritannien
- Ragnar Woxén, Sverige

1935
- Ragnar Liljeblad, Sverige
- Ludwig Prandtl, Tyskland
- Raymond Unwin, USA